# Phyllocrania paradoxa

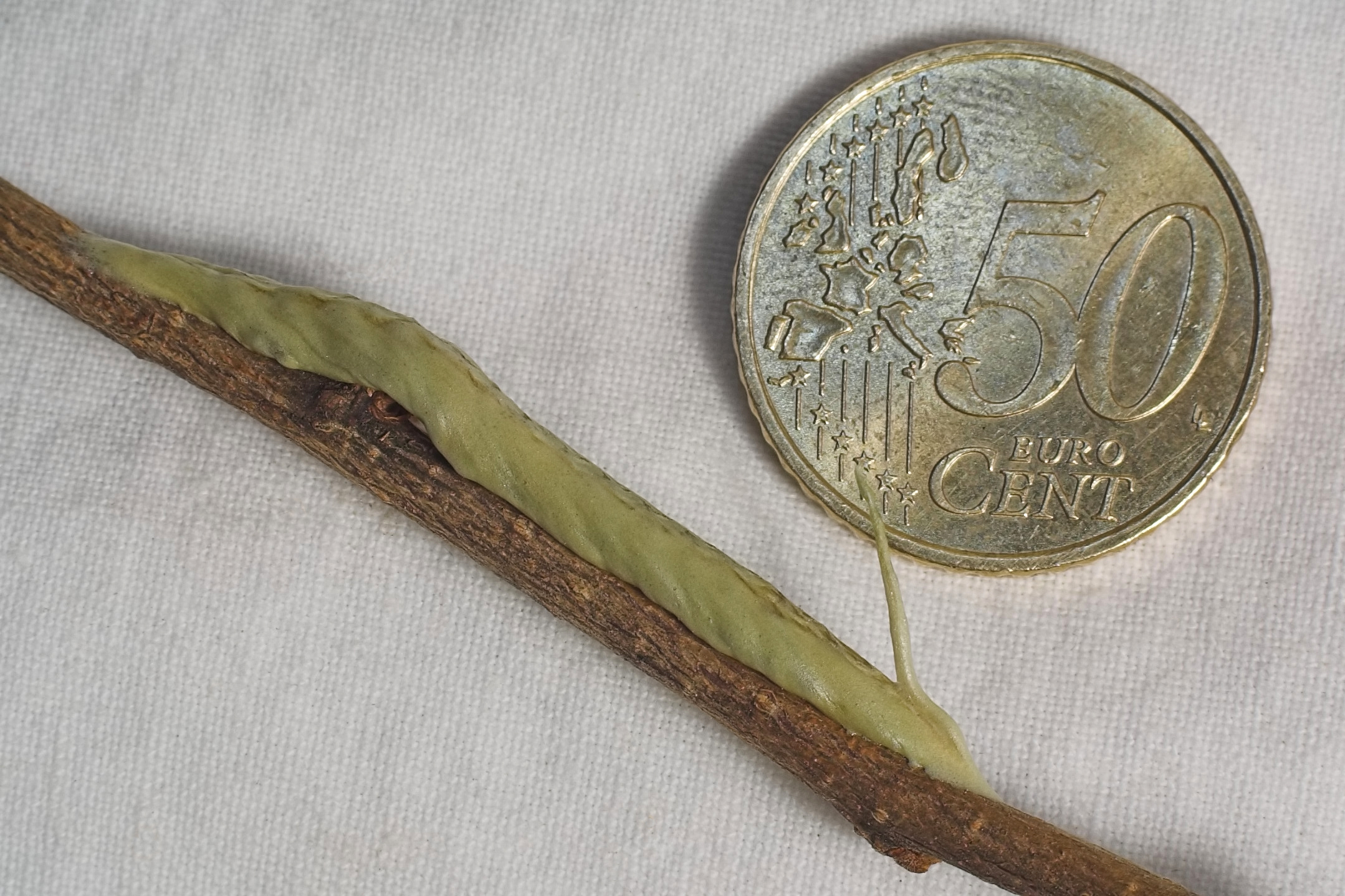
Ooteca di Phyllocrania Paradoxa

Phyllocrania paradoxa Burmeister, 1838 è una mantide della famiglia Hymenopodidae, anche chiamata mantide fantasma.

## Descrizione
L'aspetto generale di queste mantidi ricorda quello di una foglia secca: il pronoto, l'addome e le zampe presentano delle espansioni lamellari più accentuate nelle femmine; le ali sono dello stesso colore del resto del corpo e presentano delle sottili venature che ricordano per l'appunto quelle delle foglie.

Le femmine adulte raggiungono 5–6 cm di lunghezza; i maschi sono più o meno della stessa lunghezza ma più snelli. La colorazione della livrea va prevalentemente dal beige al marrone scuro, ma sono stati descritti esemplari di colorazione verdastra ed altri neri. La colorazione può variare in base alle condizioni di luce e umidità ambientali. In particolare, il colore verde in condizioni di umidità superiore all'80%, marrone chiaro con umidità vicina al 70%, marrone scuro con umidità compresa tra il 40 e il 50% e nero con umidità inferiore al 30%.

## Ciclo metamorfico
Il ciclo evolutivo delle mantidi è di metamorfosi incompleta che per le femmine di Phyllocrania paradoxa comprende sette mute, mentre per i maschi sei. Le mantidi diventano fertili dopo l'ultima muta. L'aspetto delle neanidi al primo stadio di sviluppo ricorda quello delle formiche di cui imitano anche il comportamento, con lo scopo di dissuadere un attacco da parte dei predatori (mirmecomorfismo). Dopo la prima muta le neanidi assumeranno il loro aspetto adulto simile a una foglia secca, seppur in dimensioni ridotte. 
Un paio di giorni prima della muta la mantide smetterà di nutrirsi. All'inizio del processo di muta, la mantide sceglierà un punto dove appoggiarsi a testa in giù. Può scuotersi violentemente nel tentativo di fuoriuscire dall'esuvia per poi restare appesa a testa in giù attendendo che il nuovo esoscheletro si secchi. A volte la mantide può perdere un arto durante una muta, ma se è giovane ricrescerà nella muta successiva. 

## Dimorfismo sessuale
La femmina misura 5 - 6cm. È alata ma non predisposta al volo. Pesa più dei maschi, nonostante la differenza di dimensioni sia meno pronunciata che in altre specie di mantide. Hanno un protorace più largo e le loro ali si estendono fino alla fine dell'addome e non oltre, come invece succede nei maschi che a differenza delle femmine posso volare per brevi tratti. Le altre differenze principali tra i sessi si riscontrano nelle antenne, più lunghe nei maschi adulti, e nella protuberanza sul capo, che nei maschi presenta una forma zigzagata. Il sesso delle mantidi può essere determinato in modo affidabile a partire dal quarto / quinto stadio di sviluppo

## Distribuzione e habitat
La specie è diffusa in gran parte dell'Africa subsahariana, nello specifico nel territorio che va dal Senegal alla Somalia,  oltre che l'isola del Madagascar. Il suo habitat preferito è la macchia e il bioma forestale semiarido, dove si fonde con foglie e rami secchi.

## Comportamento
La mantide fantasma è un predatore d'attesa. Basa la sua strategia di caccia sulle proprie capacità mimetiche, aspettando che una preda si avvicini. È molto raro che insegua le proprie prede. Preferisce le prede volanti, in particolare le mosche.
Oltre che per cacciare la mantide fantasma utilizza il mimetismo anche per difendersi dai predatori. Per sembrare una foglia secca può far aderire le zampe anteriori al corpo e oscillare avanti e indietro proprio come una foglia al vento.
Rispetto ad altre specie di mantidi la Phyllocrania paradoxa è meno aggressiva e generalmente le sue prede non sono più grandi della testa della mantide stessa. Proprio per la sua aggressività ridotta il cannibalismo tra le mantidi fantasma è meno frequente rispetto ad altre specie di mantidi.

## Riproduzione
Una volta completate il ciclo metamorfico e raggiunto quindi lo stadio adulto le mantidi diventano fertili e si accoppiano tra le due e le quattro settimane dopo l'ultima muta. Spesso il maschio può rimanere sopra la femmina per diverse ore prima di compiere il primo tentativo di copulazione. Per questo l'accoppiamento può durare diversi giorni. Dopo tre settimane la femmina deporrà tra le 5 e le 6 ooteche di colore marroni su rami o pareti. Da ciascuna ooteca possono emergere tra le 10 e le 40 ninfe dopo 6 settimane di incubazione.